# Schutzlos – Schatten über Carolina
Schutzlos – Schatten über Carolina (Schmutzige Liebe / Bastard Out of Carolina) ist ein Spielfilm aus dem Jahr 1996 mit Jennifer Jason Leigh in der Hauptrolle. Die Regie führte Anjelica Huston. Der Film basiert auf dem Roman Bastard Out of Carolina von Dorothy Allison.

## Handlung
Anney Boatwright (gespielt von Jennifer Jason Leigh) lebt in den 1950ern in South Carolina. Sie erzieht alleine zwei Töchter – Reese (gespielt von Lindley Mayer) und Ruth Anne (gespielt von Jena Malone). Sie heiratet Glen Waddell (gespielt von Ron Eldard), ihre Ehe wird zu einer Hölle. Die Kinder werden missbraucht.

## Kritik
- film-dienst: Regiedebüt der Schauspielerin Anjelica Huston, das sich dem Thema respektvoll nähert, es jedoch mit schonungsloser Härte darstellt. Dabei nimmt der unter die Haut gehende Film keine voyeuristische oder ausbeuterische Haltung ein, sondern will durch das Bloßlegen der Mißbrauchs- und Verdrängungsmechanischen aufklären und im Namen aller mißbrauchter Kinder anklagen.

## Auszeichnungen
Der Film gewann den Emmy Award für das Casting und erhielt drei Nominierungen:
- Anjelica Huston (Regisseurin)
- Gary Hoffman, Amanda DiGiulio (Produzenten)
- Glenne Headly (weibliche Nebenrolle)

Weitere Auszeichnungen waren:
- Jena Malone wurde für den Independent Spirit Award, den Screen Actors Guild Award, den CableACE Award und den YoungStar Award nominiert. Sie gewann den Young Artist Award.
- Anjelica Huston gewann den Directors Guild of America Award und den San Francisco International Film Festival Award (Certificate of Merit).
- Anne Meredith gewann den Writers Guild of America Award.